# Kamashi (zone)
Pour l’article homonyme, voir Kamashi (woreda).
La zone Kamashi est l'une des trois zones de la région Benishangul-Gumuz en Éthiopie.

## Situation

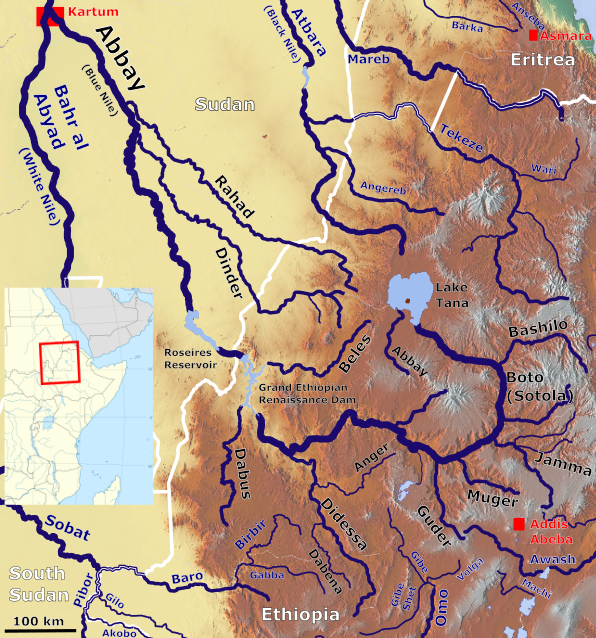
Les rivières Didessa et Dabus, affluents en rive gauche du Nil Bleu ou Abbay.

La zone Kamashi occupe la rive sud du Nil Bleu depuis la région Amhara jusqu'au Soudan et s'étend vers le sud dans la vallée de la rivière Didessa, un affluent du Nil Bleu qui prend sa source dans la région Oromia. Sa limite avec la zone Asosa de la région Benishangul-Gumuz suit en grande partie le cours du Dabus tandis que le Nil Bleu la sépare de la zone Metekel.
Le barrage de la Renaissance dont la mise en service est annoncée pour 2021 se situe sur le Nil Bleu, entre la zone Kamashi et la zone Metekel, non loin de la frontière soudanaise .

## Woredas
La zone Kamashi est composée de cinq woredas, :
- Agalo Mite (ou Agalo Meti) ;
- Belo Jegonfoy (ou d'autres transcriptions) ;
- Kamashi ;
- Sirba Abbay (ou Sirba Abay) ;
- Yaso.

## Démographie
D'après le recensement national de 2007 réalisé par l'Agence centrale de la statistique (Éthiopie), la zone Kamashi compte 101 543 habitants et 85 % de la population est rurale.
Avec une superficie de 8 423,82 km2 [réf. souhaitée], la densité de population est de 12 personnes par km2.
La principale agglomération s'appelle Kamishi, ou Kamashi orthographié comme le woreda, et compte 5 917 habitants au recensement de 2007 ; les autres agglomérations ont moins de 3 000 habitants à cette date.
| Woreda        | Population 2007 | Chef-lieu |
| ------------- | --------------- | --------- |
| Agalo Mite    | 22 774          | Meti      |
| Belo Jegonfoy | 30 143          | Soge      |
| Kamashi       | 17 883          | Kamishi   |
| Sirba Abbay   | 17 996          | Koncho    |
| Yaso          | 12 747          | Yaso      |

En 2020, la population de la zone est estimée, par projection des taux de 2007, à 141 095 personnes.